# Marian Michalik
Marian Michalik (* 19. Juni 1947; † 6. März 1997) war ein polnischer Maler. Nach ihm ist ein im Jahr 2001 geschaffener Preis für junge polnische Maler benannt.

## Leben
Im Jahr 1966 schloss Michalik seine Ausbildung an der Kunstschule in Częstochowa ab. In den folgenden Jahren war er als Gebrauchs-Designer und -Grafiker tätig. Erst später fing er an, sich für die Malerei zu interessieren. Seine Werke sind von einem mysteriösen Realismus geprägt. Die porträtierten Gegenstände – oft in Verbindungen mit Landschaften – sind an sich nicht ungewöhnlich, durch ihre Kombination und Anordnung entstehen aber hintergründige, teilweise entrückt wirkende Stillleben. Der hohe Anteil dunkler Farben und der Einsatz von Lichteffekten erinnern stark an die Werke der holländischen Meister des 17. Jahrhunderts.
Im Jahr 1979 trat er dem Verband der Polnischen Bildenden Künstler ZPAP bei, an deren Arbeit er sich aktiv beteiligte. Seine Bilder wurden im In- und Ausland präsentiert, so in Japan, Monaco, Österreich, Schweden, der Tschechoslowakei, Ungarn und den USA. Michalik wurde mehrfach in Polen und im Ausland ausgezeichnet – so erhielt er eine Goldmedaille beim Bielska Jesień (Herbst in Bielsko, gemeint ist Bielsko-Biała) im Jahr 1980, eine Ehrenerwähnung auf dem XV. Grand Prix d'Art Contemporain in Monte Carlo 1981 und einen Preis auf der Internationalen Biennale für Malerei (Medzinárodné bienále malby) in Košice 1985. 1987 wurde er Mitglied der European Academy of Art, Science and Literature in Paris.
1997 verunglückte Michalik bei einem Autounfall tödlich. Im Folgejahr wurde eine Erinnerungsausstellung seiner Werke in Częstochowa organisiert. Diese Ausstellung wurde später auch in Warschau sowie anlässlich des XVII. Festivals polnischer zeitgenössischer Malerei in Stettin gezeigt.

## Gesamtpolnischer Wettbewerb für Bilder junger Maler „Marian Michalik“
Der Wettbewerb (polnisch: Ogólnopolski Konkurs na Obraz dla Młodych Malarzy im. Mariana Michalika) wurde im Jahr 2001 gegründet. Der Initiator und Koordinator der ersten Ausgaben war Peter Głowacki, Kurator an der Städtischen Kunstgalerie in Częstochowa. Trotz der zunehmenden Verwendung und den Möglichkeiten technischer Mittel zum Ausdruck in den neuen Medien, glauben die Organisatoren des noch jungen Preises an die Notwendigkeit, die traditionelle künstlerische Disziplin des Malens durch einen solchen Wettbewerb fördern zu müssen. Unter Hunderten von eingereichten Werken werden die rund 150 besten ausgewählt und dem Publikum vorgestellt.
Die bisherigen Gewinner des Preises waren Grażyna Smalej, Wojciech Kubiak, Jarosław Lewera, Małgorzata Synak-Idczak, Jacek Sztuka sowie Bartosz Wiłun.